# Kazuhiko Inoue
Kazuhiko Inoue (jap. 井上 和彦 Inoue Kazuhiko; ur. 26 marca 1954 w Kanagawie) – japoński seiyū i aktor dubbingowy mający na koncie wiele ról w anime, grach wideo, filmach i serialach, wokalista, narrator, reżyser dźwięku.

## Życiorys
Kazuhiko Inoue zadebiutował w 1973 r. Jest jednym z najbardziej znanych aktorów głosowych w Japonii. W latach 70. grał m.in. Antoniego w Candy Candy, a później rolę Joego w 1979 r. w remake'u Cyborg 009. W latach 80. Inoue pracował przy produkcjach dla dorosłych (Oishinbo), jak i skierowanych do młodego pokolenia (Tenku Senki Shurato).
Od niedawna Inoue jest znany na arenie międzynarodowej w rolach, takich jak: Kakashi Hatake w Naruto, Yō Miyagi w Junjō Romantica (I i II), Eiri Yuki w Gravitation, Aion w Chrono Crusade i Hatori Sohma w Fruits Basket. Głos Inoue jest określany jako naturalny i swobodny.
Szeroki i zróżnicowany repertuar głosowy pozwala Kazuhiko Inoue na role różnych osobowości: prawych bohaterów, takich jak Joe w Cyborg 009, Akira Kogane w Golion oraz Kusanagi w Blue Seed; chłodnych jak Eiri Yuki w Gravitation; potężnych magów jak Guenter w Kyō kara maō!; niebezpiecznie kuszących w Harukanaru Toki no Naka de Hachiyō Sho. Inoue jest także znany z bardziej niezwykłych ról, takich jak transwestyta Nagisa Sawa w Haru wo Daiteita, Shiron Windragon w Legendz.
Kazuhiko Inoue podkłada swój głos nie tylko w anime, ale również w grach wideo, dubbingach filmów i książek audio. Jego najbardziej znane piosenki są związane z Harukanaru Toki no Naka de Hachiyō Sho, serią, którą wykonuje na żywo na scenie na dorocznym NeoRomance seiyū kulturalnym wydarzeniu w Japonii.
Inoue był bliskim przyjacielem innego znanego seiyū – Daisukego Gōri, którego poznał w młodości. Ich ostatnia wspólna sesja nagraniowa miała miejsce w 2009, po czym w styczniu następnego roku chory na cukrzycę Gōri zmarł, prawdopodobnie z powodu popełnienia samobójstwa.

## Role
- Gilbert w Ania z Zielonego Wzgórza
- Carlos Santana w Kapitan Jastrząb
- November 11 w Darker than Black
- Hatori Sohma w Fruits Basket
- Eiri Yuki w Gravitation
- Ryukotsusei w Inu Yasha
- Doktor Utsugi w Pokémon
- Kakashi Hatake w Naruto
- Gildarts Clive w Fairy Tail
- Mikado Sanzenin w Ranma ½
- Starzan, Hoshio Yumeno w Starzan
- Kazkis Proxy w Ergo Proxy
- Gamma w Katekyō Hitman Reborn!
- Dusty Attenborouch w Ginga Eiyuu Densetsu
- Ibaragi Soutetsu w Bakumatsu Kikansetsu Irohanihoheto
- Aion w Chrno Crusade
- Yō Miyagi w Junjō Romantica (I i II)
- Takasugi w Seikimatsu Darling
- Nagisa Sawa w Haru wo Daiteita
- Jerid Messa w Kidō Senshi Zeta Gundam
- Nyanko-san w Księga przyjaciół Natsume
- Deep Mirror/Red w Happiness Charge Pretty Cure!
- Daryun w Arslan senki (OVA)
- Akira Kogane w Hyakujūō Golion
- Eiji Asuka w Aoki Ryūsei SPT Layzner
- Champ w Zillion
- Willy Tybur w Atak Tytanów